# Найтингейл (остров)
Найтингейл (или остров Соловья, англ. Nightingale Island) — небольшой остров (площадь 3,2 км²) в архипелаге Тристан-да-Кунья, входящем в состав заморской территории Великобритании Острова Святой Елены, Вознесения и Тристан-да-Кунья (то есть не являющийся частью Великобритании).

## География
С маленькими островками Миддль и Стольтенхофф (площадь каждого около 0,1 км²) и прилегающими скалами образует группу, называемую Острова Найтингейл.
На севере острова расположены две горы высотой 335 и 295 метров над уровнем моря.
Острова Найтингейл известны как место гнездования многих морских птиц (популяция более миллиона). На островах одна из самых больших популяций желтоклювого альбатроса. Острова Найтингейл и Инаксессибл — одно из немногих мест обитания хохлатых пингвинов.

## Население
Остров необитаем, но часто посещаем научными экспедициями. Туристические посещения довольно редки.